# マテアジ
マテアジ（学名:Atule mate）は、アジ科に属する小型の海水魚。本種は西はアフリカ東部、東はハワイ、北は日本、南はオーストラリアまでのインド太平洋に広く分布する。マテアジ属を構成する唯一の種であり、脂瞼（瞼状の膜）がよく発達していることや、背鰭と臀鰭の最後の軟条が伸長していることなどによって近縁他種と区別することができる。本種は湾やサンゴ礁などの沿岸海域に生息し、小型の魚類や甲殻類を捕食する。産卵についてはハワイにおいて研究が進んでおり、3月から10月までの間に湾の中に入り、そこで一度に最大で約161,000個の卵を産卵することがわかっている。本種は生息域のほぼ全域において漁業の対象となっており、様々な漁法により漁獲される。本種が食品として高い価値をもつ地域もあり、様々な方法によって調理・保存される。

## 分類
アジ科に属する約30属のうちの1つであるマテアジ属 (Atule) を構成する唯一の種である。
フランスの博物学者ジョルジュ・キュヴィエによって1833年に、セーシェルで得られた標本をホロタイプとして初めて記載された。彼は本種をCaranx mateと名付け、ギンガメアジ属 (Caranx) に分類したが、この後本種は何度も再記載、再命名された。この時記載者のほとんどは本種を、ギンガメアジ属、ムロアジ属 (Decapterus)、メアジ属 (Selar) といった他のアジ科の属に分類した。1906年にはデイビッド・スター・ジョーダンとAlvin Sealeが本種をDecapterus lundiniという学名で記載している。ジョーダンは後にこの分類を再検討し、本種を別の新属に分類すべきであるとしてマテアジ属 (Atule) を創設し、彼の記載したDecapterus lundiniをタイプ種とした。このように本種の分類をめぐっては、多数のシノニムが存在するため混乱が続いていたが、1953年の論文によりDecapterus lundiniがキュヴィエの記載したCaranx mateの後行シノニムであるとされた。こうした経緯で本種の現在有効な学名はAtule mateとなっている。
本種をめぐる各研究において報告される形態的特徴には差異があるため、現在マテアジと同定されている魚の中には実際には複数の種が含まれている可能性があるとする研究もある。

## 形態

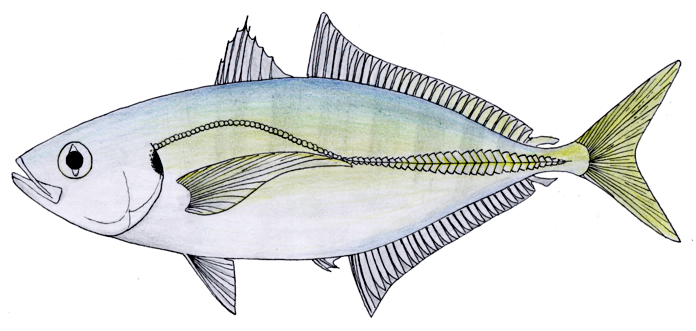
体型は近縁種とよく似る

ムロアジ属やマアジ属 (Trachurus) の魚とよく似た、側偏した楕円形の体型をもつ。体はほぼ上下対称で、吻は突出している。背鰭は2基で、第一背鰭は8本の棘条からなり、第二背鰭には1本の棘条に続いて22本から25本の軟条がある。臀鰭は前方に分離した2本の棘条からなる部分と、後方に存在する1本の棘条とそれに続く21本の軟条からなる部分からなる。臀鰭と背鰭の最後の軟条は直前の軟条よりもほぼ2倍に伸長しており、脂鰭状の構造を形成している。なお実際には伸長部も各鰭の中心部分と繋がっているため、この構造は脂鰭とは呼ばない。側線は体の前方でわずかに湾曲しており、曲線部と直線部の境界は背鰭の第6から第8軟条の下部に存在する。曲線部には39枚から57枚の鱗が存在し、一方直線部には0枚から10枚の鱗と36枚から49枚の稜鱗（アジ亜科に独特の鱗）が存在する。脂瞼（瞼状の膜）がよく発達し、瞳孔上にわずかな開口部を残し眼全体を覆っている。若い個体では脂瞼が発達の途中であるため、この特徴は全長10cm以上の個体でのみ観察される。ふつう両顎には小さい歯からなる1列の歯列が存在するが、大型個体には犬歯状の歯からなる2本から3本の歯列が存在する。鰓篩数は37から44で、椎骨数は24である。本種はアジ科の他の種と比べて小型で、記録されている最大全長は30cmであり、よくみられるのは全長20cmほどの個体である。
体色は、背部はオリーブ色であるが体の中央部にかけては金色を帯びた緑色になり、そして下腹部では銀白色となる。体側には9本から16本の薄い灰色で垂直な縞が入り、鰓蓋の縁には眼より少し小さいくらいの大きさの黒い斑がある。尾鰭と背鰭は特徴的な緑色を帯びた黄色となっている。腹鰭は白色であり、胸鰭は黄色味を帯びる。

## 分布

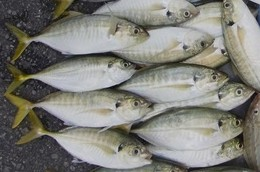
パラオで獲れたマテアジ

インド太平洋の熱帯、亜熱帯域に広く分布する。インド洋での生息域は南アフリカを南端に、マダガスカルを含むアフリカ東海岸、北方はペルシャ湾、紅海、インド、スリランカ、東南アジアなどまで広がっている。太平洋においては東南アジア、インドネシア、フィリピンなどで最もよくみられ、生息域は南はオーストラリア北部、北は日本、東はハワイまで広がっている。
日本においてはきわめて稀な種であり、1962年に三重県津市の魚市場で得られた個体、2003年に沖縄県八重山諸島から報告された個体、2005年に鹿児島県南さつま市沖で採集された個体と、計3個体のみが報告されていた。しかし2006年には前述の鹿児島県南さつま市沖の海域から14個体が得られ、はじめて多数の個体が報告された。これらは黒潮に乗り台湾近海から流されてきた個体であると考えられている。
本種は水深80mまでの沿岸海域でみられ、しばしばマングローブの茂る入り江やサンゴ礁などでみられる。アジ科の多くの種と同様に、マテアジの幼魚はクラゲや人工物といった浮遊物に集まることが多い。ハワイのカネオヘ湾においては、かつて幼魚の集まる場となっていたクラゲが減少したため、人工物が代替として使われるようになった。このことでその湾における本種の個体数が将来減少するのではないかと懸念されている。

## 生態

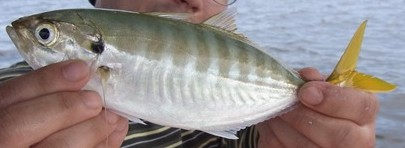
マテアジはしばしば漁網によって捕獲される

肉食魚であり、様々な種類の小さなプランクトンや魚を捕食する。本種は成長の過程で二つの異なった食生活をみせる。つまり、全長91mmから150mmほどの若魚は主に甲殻類を捕食するが、全長151mmを超えた成魚では小魚のみを捕食する。
性成熟する際の全長は確かには分かっていないが、150mmから160mmほどであろうと推測されている。ハワイにおいては、本種は湾内の水深10m以上の開けた場所で産卵することが分かっている。産卵の時期はたいていは3月から10月までの間であるが、産卵期の長さは年によって違う。産卵はほぼ必ず朝に行われ、メスは一度に63,000個から161,000個の卵を産む。卵と稚魚の成長過程についても詳しい研究がなされている。

## 人間との関係
生息域の全域において漁業の対象となる。全世界における漁獲量のデータはないが、FAOによるサウジアラビアにおけるデータでは、本種は2000年には875トン、2001年には933トン漁獲されたという。マレーシアにおいて、そしておそらく他の東南アジアの国々でも、外洋で行われる漁業での漁獲のうち高い割合を本種が占めている。本種を対象にした漁業はいくつかの地域においては季節を限定して行われている。そのような地域では1年のうちほとんどの期間においてはハタやフエダイなどの深海性の種を対象とし、1月から4月までの間に本種やサバなどの遠洋性の種を対象としているとみられる。タイランド湾などその他の地域では、本種は一年中漁獲されている。本種は地引き網やはえ縄、ルアーによる釣りなど様々な方法により捕獲される。東南アジアの一部地域では、蒸す、ゆでる、揚げるなどして調理され、食品として高い価値をもつ。干物や塩漬けとして保存・販売されることもある。